# 7-es főút
7-es főút (hetes főút, ungarisch für ‚Hauptstraße 7‘) ist eine ungarische Hauptstraße.

## Verlauf
Die Straße verläuft im Wesentlichen parallel zur Autobahn Autópálya M7 (Europastraße 65) von Budapest in südwestlicher Richtung über Érd und Székesfehérvár (Stuhlweißenburg), Siófok und Nagykanizsa nach Letenye, hinter dem die Grenze zu Kroatien erreicht wird. In Kroatien wird sie von der Državna cesta 3 fortgesetzt.
Die Gesamtlänge der Straße beträgt 233 Kilometer.